# Speyeria bremnerii
Speyeria bremnerii är en fjärilsart som beskrevs av Edwards 1872. Speyeria bremnerii ingår i släktet Speyeria och familjen praktfjärilar. Inga underarter finns listade i Catalogue of Life.